# 溫斯頓 (新墨西哥州)
溫斯頓（英語：Winston）是位於美國新墨西哥州謝拉縣的普查規定居民點。

## 人口
根據2020年美國人口普查的數據，溫斯頓的面積為1.09平方千米，皆為陸地。當地共有人口47人，而人口密度為每平方千米43.12人。